# Плитон
Георгий Гемист Плитон (също Плетон, на гръцки: Γεώργιος Γεμιστός Πλήθων) (ок. 1360–1452, Мистра, Византия) е византийски философ, неоплатоник. През 1439 г. е сред гръцката делегация на Фераро-Флорентинския събор в Италия, където се запознава с Козимо Медичи, когото вдъхновява да създаде по-късно Флорентинска Платонова академия, заедно с Марсилио Фичино, по модела на Платоновата академия в Древна Гърция. Негов ученик е кардинал Висарион (1403–1472).

## Творчество
Плитон е страстен защитник и задълбочен познавач на Платон и неоплатонизма. Той пише съчинението „За различията между Платон и Аристотел“ („De differentiis Platonis et Aristotelis“), в което разграничава ученията на двамата философи и дава превес на Платон. Друго негово съчинение е „Закони“ („Nómoi“), в което излага систематично своите схващания, но от него е запазено само едно „Резюме на ученията на Заратустра и Платон“. С дейността и творчеството си Плитон допринася за по-задълбоченото навлизане на гръцката философия в Западна Европа и за появата на Ренесанса.

## Значение и съвременно звучене
Плитон се приема за пръв предтеча на съвременната гръцка нация.  Постепенното елинизиране на Източната Римска империя стига дотам, че някои от последните византийски императори започват да наричат сами себе си „царе на елините“, което име до онзи момент е синоним на идолопоклонник и Древна Гърция (Елада). Плетон Гемостос е типичен пръв идеологически представител на тази ренесансова епоха в късна Византия. Според Плетон, Пелопонес трябва да стане център на новия елинизъм. Последното го вкарва в остър конфликт с Генадиос Схолариос, който по религиозни убеждения и подбуди, въпреки гръцкия си произход, нежелаел да бъде считан за елин. Последният унищожава трудовете на Плетон. 
В 1464 г. прахът на Плитон е пренесен от неговия почитател Сигисмондо Малатеста в катедралата „Малатеста“ в Римини, Италия.